# Onias III
Onias III (em hebraico:  חוֹנִיּוֹ Ḥōniyyō), filho de Simão II, foi o Sumo Sacerdote durante o período do Judaísmo do Segundo Templo. Ele é descrito nas escrituras como um homem piedoso que se opôs à helenização da Judéia. Ele foi sucedido por seu irmão Jasão em 175a.C.

## Política do Alto Gabinete
O Império Selêucida controlou Jerusalém durante o mandato de Onias e Seleuco IV Filopátor (reinou 187-175 a.C.) foi amigável com os judeus e custeava todas as despesas relacionadas com seu santuário. De acordo com 2 Macabeus, um oficial helenizador do Templo, Simão, um membro da Tribo de Benjamin, induziu Seleuco através de seu oficial Heliodoro a saquear o Templo. A tentativa foi malsucedida e o tribunal nunca perdoou o Sumo Sacerdote. Quando Antíoco IV Epifânio se tornou rei em 175 a.C, Onias foi obrigado a ceder a seu próprio irmão, Jasão, um helenizador. De acordo com Josefo, Jasão se tornou sumo sacerdote após a morte de Onias, o filho deste último sendo menor de idade. Josefo estranhamente identifica o sumo sacerdote que sucedeu Jasão como irmão de Onias e Jasão, também chamado de Onias, afirmando que só assumiu o nome de Menelau mais tarde; pois de acordo com esta declaração, deve ter havido dois irmãos com o mesmo nome. Embora essa confusão possa ser devida à transcrição grega dos nomes hebraicos relacionados Johanan, Honiyya e Nehonya, o relato de Josefo parece totalmente não confiável por este motivo.
De acordo com II Macabeus. iv. 26, Menelau não era aronita, mas irmão de Simão e, portanto, também benjaminita. Quando Menelau removeu alguns vasos do Templo para obter favores dos nobres sírios do Império Selêucida, Onias o acusou publicamente e então fugiu para o asilo de Dafne, perto de Antioquia, onde Menelau, ajudado pelo governador real Andrônico, o assassinou secretamente, em desafio à justiça e ao seu juramento. O sacerdote assassinado foi profundamente lamentado por judeus e gregos, e o rei também, em seu retorno, chorou por ele e condenou Andrônico à morte.
As passagens em Daniel 8: 10-11 ("derrubando algumas das hostes e estrelas ... o príncipe das hostes"), 9:26 ("o Messias será exterminado, mas não para si") e 11: 22 ("... e será quebrado; sim, também o príncipe da aliança") são geralmente referidos ao assassinato de Onias. Onias III é a figura central da lendária história dos tempos posteriores; o Chronicon Paschale diz que ele oficiou por vinte e quatro anos, colocando assim o início de seu mandato sob o domínio egípcio O Cronographeion Byntomon sbizantino egue Josefo ao mencionar "outro Onias" como o sucessor de Onias III., Referindo-se provavelmente a Menelau.